# Acueducto de Bejís
El acueducto de Bejís, denominado también acueducto de Los Arcos se sitúa en el municipio de Bejís, en la provincia de Castellón (España). Tradicionalmente considerado de origen romano, no es hasta el siglo XX cuando se plantea la posibilidad de que haya sido construido a mediados del siglo XVI.

## Descripción
Si bien inicialmente este acueducto tenía siete arcos y una longitud de 125 metros incluyendo la conducción de aguas en canal sobre arcadas, los dos muros extremos, así como las conexiones con el canal de abastecimiento y el suministro al pueblo, actualmente solo cuenta con cinco arcos y una longitud aproximada de 80 metros.
La tipología del acueducto se corresponde más con la de un puente debido al sistema estructural utilizado, ya que cuenta con tajamares en todas las pilastras y contrafuertes en las pilastras impares. La fábrica es de sillares en arcos y pilastras que se coronan con un remate piramidal, mientras que en el resto de la obra se utiliza la mampostería.
El acueducto fue declarado Monumento Nacional por Real Decreto 1648/83 publicado en el BOE con fecha de 18 de junio de 1983.